# Lista över fornlämningar i Mörbylånga kommun (Algutsrum)
Lista över fornlämningar i Mörbylånga kommun (Algutsrum) är en förteckning av ett urval av de fornlämningar som finns i Algutsrum i Mörbylånga kommun.
| Namn                                | Lämningstyp                      | Tillkomsttid | Historisk indelning | Plats | Läge                 | ID-nr          | Bild                                      |
| ----------------------------------- | -------------------------------- | ------------ | ------------------- | ----- | -------------------- | -------------- | ----------------------------------------- |
| Algutsrum 2:1                       | Röse                             |              | Algutsrum, Öland    |       | 56.663374, 16.523258 | 10078500020001 | Ladda upp en bild av detta fornminne      |
| Algutsrum 5:1                       | Röse                             |              | Algutsrum, Öland    |       | 56.665042, 16.526794 | 10078500050001 | Ladda upp en bild av detta fornminne      |
| Algutsrum 8:1                       | Hög                              |              | Algutsrum, Öland    |       | 56.669267, 16.520515 | 10078500080001 | Ladda upp en bild av detta fornminne      |
| Algutsrum 9:1                       | Hög                              |              | Algutsrum, Öland    |       | 56.678364, 16.525150 | 10078500090001 | Ladda upp en bild av detta fornminne      |
| Algutsrum 9:2                       | Hög                              |              | Algutsrum, Öland    |       | 56.678272, 16.525441 | 10078500090002 | Ladda upp en bild av detta fornminne      |
| Algutsrum 9:3                       | Stensättning                     |              | Algutsrum, Öland    |       | 56.678120, 16.525422 | 10078500090003 | Ladda upp en bild av detta fornminne      |
| Algutsrum 10:1                      | Grav markerad av sten/block      |              | Algutsrum, Öland    |       | 56.677431, 16.524228 | 10078500100001 | Ladda upp en bild av detta fornminne      |
| Algutsrum 10:2                      | Grav markerad av sten/block      |              | Algutsrum, Öland    |       | 56.677322, 16.523940 | 10078500100002 | Ladda upp en bild av detta fornminne      |
| Algutsrum 12:1                      | Grav markerad av sten/block      |              | Algutsrum, Öland    |       | 56.676780, 16.522632 | 10078500120001 | Ladda upp en bild av detta fornminne      |
| Algutsrum 14:1                      | Röse                             |              | Algutsrum, Öland    |       | 56.663879, 16.519018 | 10078500140001 | Ladda upp en bild av detta fornminne      |
| Algutsrum 15:1                      | Stensättning                     |              | Algutsrum, Öland    |       | 56.664506, 16.597010 | 10078500150001 | Ladda upp en bild av detta fornminne      |
| Algutsrum 15:2                      | Grav markerad av sten/block      |              | Algutsrum, Öland    |       | 56.664415, 16.597186 | 10078500150002 | Ladda upp en bild av detta fornminne      |
| Algutsrum 15:3                      | Stensättning                     |              | Algutsrum, Öland    |       | 56.664522, 16.597278 | 10078500150003 | Ladda upp en bild av detta fornminne      |
| Gråborg (Algutsrum 16:1)            | Fornborg                         |              | Algutsrum, Öland    |       | 56.666422, 16.603991 | 10078500160001 | Ladda upp en till bild av detta fornminne |
| Sankt Knuts Kapell (Algutsrum 17:1) | Kyrka/kapell                     |              | Algutsrum, Öland    |       | 56.667918, 16.601333 | 10078500170001 | Ladda upp en till bild av detta fornminne |
| Algutsrum 18:1                      | Grav markerad av sten/block      |              | Algutsrum, Öland    |       | 56.676680, 16.481669 | 10078500180001 | Ladda upp en bild av detta fornminne      |
| Algutsrum 20:1                      | Stensättning                     |              | Algutsrum, Öland    |       | 56.694199, 16.530644 | 10078500200001 | Ladda upp en bild av detta fornminne      |
| Algutsrum 21:1                      | Husgrund, förhistorisk/medeltida |              | Algutsrum, Öland    |       | 56.691866, 16.534104 | 10078500210001 | Ladda upp en bild av detta fornminne      |
| Algutsrum 21:2                      | Husgrund, förhistorisk/medeltida |              | Algutsrum, Öland    |       | 56.692695, 16.534162 | 10078500210002 | Ladda upp en bild av detta fornminne      |
| Algutsrum 21:3                      | Husgrund, förhistorisk/medeltida |              | Algutsrum, Öland    |       | 56.691779, 16.534337 | 10078500210003 | Ladda upp en bild av detta fornminne      |
| Algutsrum 21:4                      | Husgrund, förhistorisk/medeltida |              | Algutsrum, Öland    |       | 56.691824, 16.535540 | 10078500210004 | Ladda upp en bild av detta fornminne      |
| Algutsrum 21:5                      | Husgrund, förhistorisk/medeltida |              | Algutsrum, Öland    |       | 56.691784, 16.535934 | 10078500210005 | Ladda upp en bild av detta fornminne      |
| Algutsrum 21:6                      | Husgrund, förhistorisk/medeltida |              | Algutsrum, Öland    |       | 56.692231, 16.536240 | 10078500210006 | Ladda upp en bild av detta fornminne      |
| Algutsrum 21:7                      | Husgrund, förhistorisk/medeltida |              | Algutsrum, Öland    |       | 56.691851, 16.537614 | 10078500210007 | Ladda upp en bild av detta fornminne      |
| Algutsrum 22:1                      | Röse                             |              | Algutsrum, Öland    |       | 56.695929, 16.593762 | 10078500220001 | Ladda upp en bild av detta fornminne      |
| Algutsrum 23:1                      | Röse                             |              | Algutsrum, Öland    |       | 56.696201, 16.600680 | 10078500230001 | Ladda upp en bild av detta fornminne      |
| Algutsrum 24:1                      | Röse                             |              | Algutsrum, Öland    |       | 56.694250, 16.602048 | 10078500240001 | Ladda upp en bild av detta fornminne      |
| Algutsrum 25:1                      | Husgrund, förhistorisk/medeltida |              | Algutsrum, Öland    |       | 56.698142, 16.591572 | 10078500250001 | Ladda upp en bild av detta fornminne      |
| Algutsrum 28:1                      | Gravfält                         |              | Algutsrum, Öland    |       | 56.673463, 16.552928 | 10078500280001 | Ladda upp en bild av detta fornminne      |
| Algutsrum 31:1                      | Gravfält                         |              | Algutsrum, Öland    |       | 56.676001, 16.555239 | 10078500310001 | Ladda upp en bild av detta fornminne      |
| Algutsrum 32:1                      | Gravfält                         |              | Algutsrum, Öland    |       | 56.676257, 16.556046 | 10078500320001 | Ladda upp en bild av detta fornminne      |
| Algutsrum 34:1                      | Gravfält                         |              | Algutsrum, Öland    |       | 56.675913, 16.563934 | 10078500340001 | Ladda upp en bild av detta fornminne      |
| Algutsrum 35:1                      | Gravfält                         |              | Algutsrum, Öland    |       | 56.675787, 16.566447 | 10078500350001 | Ladda upp en bild av detta fornminne      |
| Algutsrum 36:1                      | Gravfält                         |              | Algutsrum, Öland    |       | 56.675776, 16.568669 | 10078500360001 | Ladda upp en bild av detta fornminne      |
| Algutsrum 37:1                      | Gravfält                         |              | Algutsrum, Öland    |       | 56.676214, 16.573613 | 10078500370001 | Ladda upp en bild av detta fornminne      |
| Algutsrum 42:5                      | Stensättning                     |              | Algutsrum, Öland    |       | 56.693121, 16.584014 | 10078500420005 | Ladda upp en bild av detta fornminne      |
| Algutsrum 42:6                      | Stensättning                     |              | Algutsrum, Öland    |       | 56.693281, 16.583943 | 10078500420006 | Ladda upp en bild av detta fornminne      |
| Algutsrum 43:1                      | Grav markerad av sten/block      |              | Algutsrum, Öland    |       | 56.693805, 16.580102 | 10078500430001 | Ladda upp en bild av detta fornminne      |
| Algutsrum 43:2                      | Grav markerad av sten/block      |              | Algutsrum, Öland    |       | 56.693810, 16.580058 | 10078500430002 | Ladda upp en bild av detta fornminne      |
| Algutsrum 43:3                      | Grav markerad av sten/block      |              | Algutsrum, Öland    |       | 56.693818, 16.579999 | 10078500430003 | Ladda upp en bild av detta fornminne      |
| Algutsrum 45:1                      | Stensättning                     |              | Algutsrum, Öland    |       | 56.693943, 16.575128 | 10078500450001 | Ladda upp en bild av detta fornminne      |
| Algutsrum 46:1                      | Grav markerad av sten/block      |              | Algutsrum, Öland    |       | 56.696875, 16.562578 | 10078500460001 | Ladda upp en bild av detta fornminne      |
| Algutsrum 47:1                      | Grav markerad av sten/block      |              | Algutsrum, Öland    |       | 56.698382, 16.557343 | 10078500470001 | Ladda upp en bild av detta fornminne      |
| Algutsrum 48:1                      | Stenkrets                        |              | Algutsrum, Öland    |       | 56.698427, 16.556412 | 10078500480001 | Ladda upp en bild av detta fornminne      |
| Algutsrum 50:1                      | Hällristning                     |              | Algutsrum, Öland    |       | 56.662904, 16.526648 | 10078500500001 | Ladda upp en bild av detta fornminne      |
| Algutsrum 51:1                      | Hällristning                     |              | Algutsrum, Öland    |       | 56.670114, 16.527557 | 10078500510001 | Ladda upp en bild av detta fornminne      |
| Algutsrum 52:1                      | Husgrund, förhistorisk/medeltida |              | Algutsrum, Öland    |       | 56.697857, 16.598475 | 10078500520001 | Ladda upp en bild av detta fornminne      |
| Algutsrum 53:1                      | Husgrund, förhistorisk/medeltida |              | Algutsrum, Öland    |       | 56.699469, 16.601767 | 10078500530001 | Ladda upp en bild av detta fornminne      |
| Algutsrum 54:1                      | Husgrund, förhistorisk/medeltida |              | Algutsrum, Öland    |       | 56.700349, 16.601357 | 10078500540001 | Ladda upp en bild av detta fornminne      |
| Algutsrum 55:1                      | Husgrund, förhistorisk/medeltida |              | Algutsrum, Öland    |       | 56.702054, 16.600326 | 10078500550001 | Ladda upp en bild av detta fornminne      |
| Algutsrum 55:2                      | Husgrund, förhistorisk/medeltida |              | Algutsrum, Öland    |       | 56.702051, 16.600639 | 10078500550002 | Ladda upp en bild av detta fornminne      |
| Algutsrum 57:1                      | Husgrund, förhistorisk/medeltida |              | Algutsrum, Öland    |       | 56.701458, 16.598989 | 10078500570001 | Ladda upp en bild av detta fornminne      |
| Algutsrum 57:2                      | Husgrund, förhistorisk/medeltida |              | Algutsrum, Öland    |       | 56.701189, 16.598856 | 10078500570002 | Ladda upp en bild av detta fornminne      |
| Algutsrum 57:3                      | Husgrund, förhistorisk/medeltida |              | Algutsrum, Öland    |       | 56.701128, 16.599147 | 10078500570003 | Ladda upp en bild av detta fornminne      |
| Algutsrum 57:4                      | Brunn/kallkälla                  |              | Algutsrum, Öland    |       | 56.701057, 16.599048 | 10078500570004 | Ladda upp en bild av detta fornminne      |
| Algutsrum 58:1                      | Husgrund, förhistorisk/medeltida |              | Algutsrum, Öland    |       | 56.700846, 16.542577 | 10078500580001 | Ladda upp en bild av detta fornminne      |
| Algutsrum 59:1                      | Husgrund, förhistorisk/medeltida |              | Algutsrum, Öland    |       | 56.698970, 16.598449 | 10078500590001 | Ladda upp en bild av detta fornminne      |
| Algutsrum 59:2                      | Husgrund, förhistorisk/medeltida |              | Algutsrum, Öland    |       | 56.698891, 16.598908 | 10078500590002 | Ladda upp en bild av detta fornminne      |
| Algutsrum 59:3                      | Husgrund, förhistorisk/medeltida |              | Algutsrum, Öland    |       | 56.698831, 16.599005 | 10078500590003 | Ladda upp en bild av detta fornminne      |
| Algutsrum 59:4                      | Husgrund, förhistorisk/medeltida |              | Algutsrum, Öland    |       | 56.698760, 16.599094 | 10078500590004 | Ladda upp en bild av detta fornminne      |
| Algutsrum 59:5                      | Stensättning                     |              | Algutsrum, Öland    |       | 56.698761, 16.598425 | 10078500590005 | Ladda upp en bild av detta fornminne      |
| Algutsrum 59:6                      | Stensättning                     |              | Algutsrum, Öland    |       | 56.698633, 16.598520 | 10078500590006 | Ladda upp en bild av detta fornminne      |
| Algutsrum 60:1                      | Husgrund, förhistorisk/medeltida |              | Algutsrum, Öland    |       | 56.703010, 16.591492 | 10078500600001 | Ladda upp en bild av detta fornminne      |
| Algutsrum 65:1                      | Hällristning                     |              | Algutsrum, Öland    |       | 56.663395, 16.511444 | 10078500650001 | Ladda upp en bild av detta fornminne      |
| Algutsrum 65:2                      | Hällristning                     |              | Algutsrum, Öland    |       | 56.663402, 16.511624 | 10078500650002 | Ladda upp en bild av detta fornminne      |
| Algutsrum 65:3                      | Hällristning                     |              | Algutsrum, Öland    |       | 56.663322, 16.511541 | 10078500650003 | Ladda upp en bild av detta fornminne      |
| Algutsrum 66:1                      | Hällristning                     |              | Algutsrum, Öland    |       | 56.663589, 16.512903 | 10078500660001 | Ladda upp en bild av detta fornminne      |
| Algutsrum 66:2                      | Hällristning                     |              | Algutsrum, Öland    |       | 56.663546, 16.512835 | 10078500660002 | Ladda upp en bild av detta fornminne      |
| Algutsrum 67:1                      | Stensättning                     |              | Algutsrum, Öland    |       | 56.675992, 16.481081 | 10078500670001 | Ladda upp en bild av detta fornminne      |
| Algutsrum 68:1                      | Stensättning                     |              | Algutsrum, Öland    |       | 56.681913, 16.481600 | 10078500680001 | Ladda upp en bild av detta fornminne      |
| Algutsrum 69:1                      | Stensättning                     |              | Algutsrum, Öland    |       | 56.681277, 16.482844 | 10078500690001 | Ladda upp en bild av detta fornminne      |
| Algutsrum 70:1                      | Stensättning                     |              | Algutsrum, Öland    |       | 56.685524, 16.483750 | 10078500700001 | Ladda upp en bild av detta fornminne      |
| Algutsrum 70:2                      | Stensättning                     |              | Algutsrum, Öland    |       | 56.685768, 16.483572 | 10078500700002 | Ladda upp en bild av detta fornminne      |
| Algutsrum 72:1                      | Hällristning                     |              | Algutsrum, Öland    |       | 56.701822, 16.597823 | 10078500720001 | Ladda upp en bild av detta fornminne      |
| Algutsrum 72:2                      | Hällristning                     |              | Algutsrum, Öland    |       | 56.701780, 16.597710 | 10078500720002 | Ladda upp en bild av detta fornminne      |
| Algutsrum 77:1                      | Husgrund, förhistorisk/medeltida |              | Algutsrum, Öland    |       | 56.701874, 16.587043 | 10078500770001 | Ladda upp en bild av detta fornminne      |
| Algutsrum 78:1                      | Hällristning                     |              | Algutsrum, Öland    |       | 56.688787, 16.556986 | 10078500780001 | Ladda upp en bild av detta fornminne      |
| Algutsrum 79:1                      | Hällristning                     |              | Algutsrum, Öland    |       | 56.689321, 16.559762 | 10078500790001 | Ladda upp en bild av detta fornminne      |
| Algutsrum 84:1                      | Hällristning                     |              | Algutsrum, Öland    |       | 56.681189, 16.558016 | 10078500840001 | Ladda upp en bild av detta fornminne      |
| Algutsrum 84:2                      | Hällristning                     |              | Algutsrum, Öland    |       | 56.681252, 16.558135 | 10078500840002 | Ladda upp en bild av detta fornminne      |
| Algutsrum 86:1                      | Hällristning                     |              | Algutsrum, Öland    |       | 56.679595, 16.542431 | 10078500860001 | Ladda upp en bild av detta fornminne      |
| Algutsrum 92:1                      | Hällristning                     |              | Algutsrum, Öland    |       | 56.671374, 16.540646 | 10078500920001 | Ladda upp en bild av detta fornminne      |
| Algutsrum 96:1                      | Hällristning                     |              | Algutsrum, Öland    |       | 56.684703, 16.607166 | 10078500960001 | Ladda upp en bild av detta fornminne      |
| Algutsrum 103:1                     | Husgrund, förhistorisk/medeltida |              | Algutsrum, Öland    |       | 56.700414, 16.562892 | 10078501030001 | Ladda upp en bild av detta fornminne      |
| Algutsrum 103:2                     | Husgrund, förhistorisk/medeltida |              | Algutsrum, Öland    |       | 56.700276, 16.562716 | 10078501030002 | Ladda upp en bild av detta fornminne      |
| Algutsrum 103:3                     | Husgrund, förhistorisk/medeltida |              | Algutsrum, Öland    |       | 56.700090, 16.562620 | 10078501030003 | Ladda upp en bild av detta fornminne      |
| Algutsrum 172:1                     | Röse                             |              | Algutsrum, Öland    |       | 56.701166, 16.596249 | 10078501720001 | Ladda upp en bild av detta fornminne      |
| Algutsrum 173:1                     | Röse                             |              | Algutsrum, Öland    |       | 56.701005, 16.598812 | 10078501730001 | Ladda upp en bild av detta fornminne      |
| Algutsrum 204:1                     | Röse                             |              | Algutsrum, Öland    |       | 56.694442, 16.608569 | 10078502040001 | Ladda upp en bild av detta fornminne      |
| Algutsrum 206:1                     | Stensättning                     |              | Algutsrum, Öland    |       | 56.695479, 16.604088 | 10078502060001 | Ladda upp en bild av detta fornminne      |